# Веллинг, Георг фон
Георг фон Веллинг (нем. Georg von Welling; 1655—1725) — немецкий писатель, алхимик и мистик.
Родом из Баварии. Специалист горного дела. Руководил строительством и добычей полезных ископаемых в Нижнем Бадене. Умер в Бокенхайме (теперь район Франкфурта).
Известен, прежде всего, как автор трактата «Opus Mago-Cabbalisticum et Theosophicum» («О начале, природе, свойствах и использовании Соли, Серы и Меркурия»), опубликованного в 1719 году под псевдонимом Gregorius Anglus Sallwigt.
Гёте в Лейпциге в 1768 году под влиянием Сусанны фон Клеттенберг увлёкся алхимией и стал детально изучать вместе с ней трактат Веллинга, о чём упоминал в своей «Поэзии и правде» и затем несколько лет пользовался трактатом как пособием в своих алхимических опытах. Это способствовало популяризации труда Веллинга.
В 1735 году вышло первое полное издание книги, подписанное настоящей фамилией автора. Третье издание вышло в 1784 году под изменённым названием «Opus magico-cabbalisticum et theosophicum, darinnen der Ursprung, Natur, Eigenschaften und Gebrauch des Saltzes, Schwefels und Mercurii, in dreyen Theilen beschrieben… Deme noch beygefüget: ein Tractätlein von der göttlichen Weisheit; und ein besonderer Anhang etlicher sehr rar- und kostbarer chymischer Piecen».
В своём труде Веллинг изложил истоки герметизма, философии единства всего сущего, принципы алхимических теорий и символики, герметико-оккультной геометрии, христианской каббалы, математических, теософских, магических и мистических материй.
В эту книгу, кроме того, Георг фон Веллинг включил «Трактат о Божественной мудрости и отдельное приложение некоторых редкостных и ценных химических рукописей».